# FK Astana
|  | No s'ha de confondre amb FC Astana-1964. |

El FK Astana (kazakh: Астана футбол клубы, Astana Futbol Kluby) és un club kazakh de futbol de la ciutat d'Astanà.

## Història
El club va néixer per la fusió de FC Alma-Ata i FC Megasport a inicis de 2009 amb el nom de FC Lokomotiv Astana. Més tard es traslladà a l'Astana Arena. L'any 2011 adoptà el nom de FK Astana.
Evolució del nom:
- 2009: Lokomotiv Astana
- 2011: FK Astana

Trajectòria: 

## Palmarès
- Lliga kazakh de futbol:[5][6]
  - 2014, 2015, 2016, 2017, 2018, 2019, 2022
- Copa kazakh de futbol:[5][7]
  - 2010, 2012, 2016
- Supercopa kazakh de futbol:[5]
  - 2011, 2015, 2018, 2019, 2020, 2023

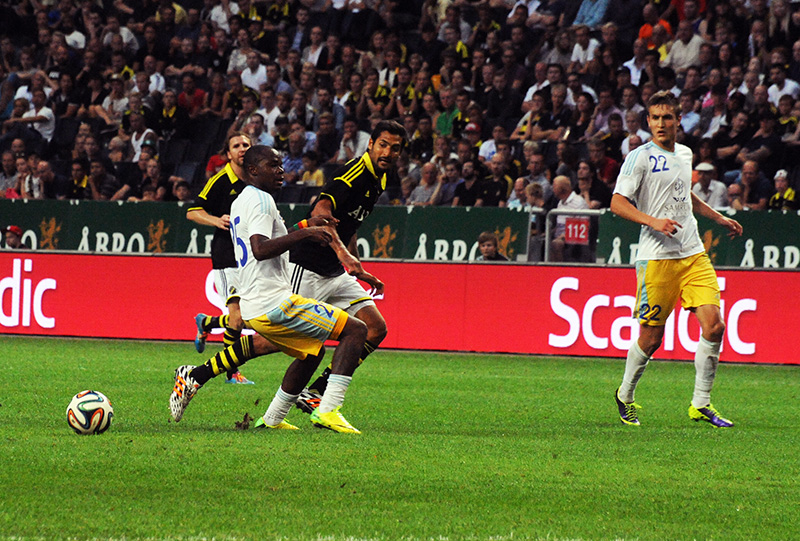
Partit contra AIK el 2014.